# World Football Elo Ratings
World Football Elo Ratings (dt. etwa „Weltfußball-Elo-Bewertungen“) ist ein Ranglistensystem für A-Nationalmannschaften der Männer im Fußball. Es basiert auf der Methode der Elo-Zahl, ist aber modifiziert, um verschiedene fußballspezifische Variablen mit einzubeziehen. Diese Ratings sind eine Alternative zur FIFA-Weltrangliste, dem von der FIFA benutzten und bei den Medien, Spielkommentatoren und offiziellen Funktionären deutlich verbreiteteren Ranglistensystem für Nationalmannschaften. Seit August 2018 orientiert sich die FIFA-Weltrangliste aber ebenfalls an der Elo-Zahl, weshalb langfristig nur noch geringe Unterschiede zwischen beiden Ranglisten zu erwarten sind. Unterschiede ergeben sich noch unter anderem aus der unterschiedlichen Gewichtung der Wettbewerbe.
Das System zielt in der Theorie darauf ab, die (hierfür als existent und konstant vorausgesetzte) tatsächliche Stärke einer Mannschaft relativ zu ihren Wettstreitern quantitativ abzubilden und daraus einen Erwartungswert für den Ausgang jedes Spieles zu berechnen.
Da jedoch in der Praxis Fußballmannschaften nicht über Jahre hinaus mit unveränderter Aufstellung und Spielstärke antreten, ist ein Rückschluss von der aktuellen Ranglistenpunktzahl auf die aktuelle Spielstärke auch im Elo-System nur sehr bedingt möglich.
Die Rangliste berücksichtigt alle internationalen A-Nationalmannschaftsspiele seit 1872, für die Ergebnisse vorliegen. Dabei verringert sich allerdings mit jedem neuen Ergebnis einer Mannschaft das Gewicht der weiter zurückliegenden Spiele. Dadurch sind nur etwa die letzten 30 Spiele für die Platzierung relevant.
In der World-Football-Elo-Ratings-Tabelle werden auch Mannschaften berücksichtigt, die keine Mitglieder der FIFA sind, wie z. B. Tibet oder Grönland.

## Aktuelle Rangliste
Die Rangliste mit Stand vom 11. Juni 2025, zusammengestellt anhand der Website für die Elo-Rangliste im Fußball. Die Tabelle gibt die zwanzig aktuell bestplatzierten Mannschaften wieder. Außerdem enthält sie die besten der sechs Kontinentalverbände (fett), alle deutschsprachigen Staaten und den letzten Platz der Rangliste.
| Elo- Platz | Land               | Punkte | Konföderation | FIFA- Rang |
| ---------- | ------------------ | ------ | ------------- | ---------- |
| 1          | Spanien            | 2157   | UEFA          | 2          |
| 2          | Argentinien        | 2132   | CONMEBOL      | 1          |
| 3          | Frankreich         | 2056   | UEFA          | 3          |
| 4          | Portugal           | 2030   | UEFA          | 7          |
| 5          | Brasilien          | 2002   | CONMEBOL      | 5          |
| 6          | England            | 1985   | UEFA          | 4          |
| 7          | Niederlande        | 1976   | UEFA          | 6          |
| 8          | Kolumbien          | 1952   | CONMEBOL      | 14         |
| 9          | Kroatien           | 1927   | UEFA          | 11         |
| 10         | Deutschland        | 1914   | UEFA          | 10         |
| 11         | Ecuador            | 1906   | CONMEBOL      | 24         |
| 12         | Uruguay            | 1902   | CONMEBOL      | 13         |
| 13         | Italien            | 1881   | UEFA          | 9          |
| 14         | Norwegen           | 1866   | UEFA          | 38         |
| 15         | Dänemark           | 1865   | UEFA          | 21         |
| 16         | Japan              | 1856   | AFC           | 15         |
| 17         | Belgien            | 1847   | UEFA          | 8          |
| 18         | Schweiz            | 1845   | UEFA          | 20         |
| 18         | Österreich         | 1845   | UEFA          | 22         |
| 20         | Griechenland       | 1839   | UEFA          | 40         |
| …          |                    |        |               |            |
| 24         | Mexiko             | 1813   | CONCACAF      | 17         |
| 24         | Marokko            | 1813   | CAF           | 12         |
| …          |                    |        |               |            |
| 60         | Neuseeland         | 1603   | OFC           | 86         |
| …          |                    |        |               |            |
| 90         | Luxemburg          | 1455   | UEFA          | 91         |
| …          |                    |        |               |            |
| 199        | Liechtenstein      | 906    | UEFA          | 205        |
| …          |                    |        |               |            |
| 241        | Amerikanisch-Samoa | 389    | OFC           | 186        |

| CONMEBOL (Südamerika)  |
| UEFA (Europa)          |
| CONCACAF (Nordamerika) |
| CAF (Afrika)           |
| AFC (Asien)            |
| OFC (Ozeanien)         |

## Liste der Anführer der Elo-Weltrangliste
Folgend eine Liste der Nationen, die den ersten Rang in der Elo-Weltrangliste seit 2007 erreicht haben:
| ab                 | Land        | Tage |
| ------------------ | ----------- | ---- |
| 7. Oktober 2006    | Brasilien   | 122  |
| 6. Februar 2007    | Frankreich  | 1    |
| 7. Februar 2007    | Brasilien   | 140  |
| 27. Juni 2007      | Frankreich  | 14   |
| 11. Juli 2007      | Argentinien | 4    |
| 15. Juli 2007      | Brasilien   | 334  |
| 13. Juni 2008      | Niederlande | 8    |
| 21. Juni 2008      | Spanien     | 368  |
| 24. Juni 2009      | Brasilien   | 373  |
| 2. Juli 2010       | Niederlande | 5    |
| 7. Juli 2010       | Spanien     | 1089 |
| 30. Juni 2013      | Brasilien   | 45   |
| 14. August 2013    | Spanien     | 59   |
| 12. Oktober 2013   | Brasilien   | 265  |
| 29. Juni 2014      | Niederlande | 5    |
| 4. Juli 2014       | Deutschland | 0    |
| 4. Juli 2014       | Brasilien   | 4    |
| 8. Juli 2014       | Deutschland | 691  |
| 29. Mai 2016       | Argentinien | 165  |
| 10. November 2016  | Brasilien   | 329  |
| 5. Oktober 2017    | Deutschland | 36   |
| 10. November 2017  | Brasilien   | 247  |
| 15. Juli 2018      | Frankreich  | 88   |
| 11. Oktober 2018   | Brasilien   | 401  |
| 16. November 2019  | Belgien     | 330  |
| 11. Oktober 2020   | Brasilien   | 259  |
| 27. Juni 2021      | Belgien     | 5    |
| 2. Juli 2021       | Brasilien   | 8    |
| 10. Juli 2021      | Belgien     | 89   |
| 7. Oktober 2021    | Brasilien   | 432  |
| 13. Dezember 2022  | Argentinien | 338  |
| 16. November 2023  | Frankreich  | 5    |
| 21. November 2023  | Argentinien | 294  |
| 10. September 2024 | Spanien     | 302  |

## Geschichte
Das System, entwickelt vom ungarischen Mathematiker Árpád Élő, wird seit 1970 vom Weltschachbund FIDE benutzt, um die Spielstärke von Schachspielern quantitativ zu beschreiben. 1997 übernahm Bob Runyan das System der Elo-Zahl für den internationalen Fußball und veröffentlichte die Ergebnisse im Internet. Er war auch der erste Betreiber der Website der Elo-Weltrangliste im Fußball.

## Übersicht
Das Elo-System wurde für den Fußball adaptiert, indem man den Anlass des Spieles, eine Justierung für den Heimspielvorteil und den Torunterschied im Endergebnis miteinbezog.
Die Faktoren, die beim Berechnen einer neuen Elo-Punktezahl für eine Mannschaft beachtet werden, sind:
- die alte Punktzahl der Mannschaft selbst,
- die alte Punktzahl des Gegners,
- ggf. das Heimrecht der Mannschaft bzw. des Gegners,
- der Torunterschied des Spielergebnisses,
- die Bedeutung des Turniers oder Anlasses.

## Berechnungsgrundlagen
Die Berechnungen basieren auf der folgenden Formel:
| {\displaystyle R_{neu}=R_{alt}+K\cdot G\cdot (W-W_{e})} |
| {\displaystyle R_{neu}} | = Die neue Punktzahl der Mannschaft |
| {\displaystyle R_{alt}} | = Die alte Punktzahl der Mannschaft |
| {\displaystyle K}       | = Gewichtung des Spieles            |
| {\displaystyle G}       | = Eine Zahl für den Torunterschied  |
| {\displaystyle W}       | = Das erzielte Ergebnis             |
| {\displaystyle W_{e}}   | = Das erwartete Ergebnis            |

### Gewichtung des Spieles K
Die Gewichtung des Spieles wird durch den Koeffizienten {\displaystyle K} verkörpert, der die Bedeutung des Spieles bzw. des Turniers berücksichtigt, bei dem es stattfindet.
| Art des Spiels oder Turniers                                                         | Koeffizient {\displaystyle K} |
| ------------------------------------------------------------------------------------ | ----------------------------- |
| Weltmeisterschaften                                                                  | 60                            |
| Kontinentalmeisterschaften und bedeutende internationale Turniere (z. B. Confed-Cup) | 50                            |
| Qualifikationsspiele für Welt- und Kontinentalmeisterschaften und größere Turniere   | 40                            |
| Alle anderen Turniere                                                                | 30                            |
| Freundschaftsspiele                                                                  | 20                            |

### Torunterschied G
Der Torunterschied wird durch den Koeffizienten {\displaystyle G} miteinbezogen. Dieser ist gleich 1, wenn der Torunterschied 0 oder 1 beträgt und wird bei höherem Torunterschied durch die jeweilige, unten gezeigte Berechnung vergrößert:
Bei Unentschieden oder einem Torunterschied von einem Tor:
| {\displaystyle G=1} |
Bei Torunterschied von zwei Toren:
| {\displaystyle G=1,5} |
Bei Torunterschied von drei oder mehr Toren
| {\displaystyle G={\frac {11+N}{8}}} |
{\displaystyle N} = Torunterschied (N ≥ 3)
Beispieltabelle:
| Torunterschied | Koeffizient {\displaystyle G} |
| -------------- | ----------------------------- |
| 0              | 1                             |
| +1             | 1                             |
| +2             | 1,5                           |
| +3             | 1,75                          |
| +4             | 1,875                         |
| +5             | 2                             |
| +6             | 2,125                         |
| +7             | 2,25                          |
| +8             | 2,375                         |
| +9             | 2,5                           |
| +10            | 2,625                         |

### Erzieltes Ergebnis W
{\displaystyle W} bildet das tatsächliche Ergebnis des Spieles ab: 
| Erzieltes Ergebnis | {\displaystyle W} |
| ------------------ | ----------------- |
| Sieg               | 1                 |
| Unentschieden      | 0,5               |
| Niederlage         | 0                 |

### Erwartetes Ergebnis We
{\displaystyle W_{e}} ist das erwartete Ergebnis aus der folgenden Formel:
| {\displaystyle W_{e}={\frac {1}{10^{-dr/400}+1}}} |
| {\displaystyle dr} | = | Der Punkteabstand (positiv oder negativ) in der Wertung des gegnerischen Teams gegenüber dem zu bewertenden Team. Dabei wird gegebenenfalls die Mannschaft mit Heimvorteil um 100 Punkte höher bewertet als sie in der tatsächlichen Wertung steht. |
{\displaystyle W_{e}} ist stets größer als 0 und kleiner als 1. Dabei entsprächen die Grenzfälle 0 einer als sicher erwarteten Niederlage, 1 einem als sicher erwarteten Sieg.
Ist {\displaystyle dr=0}, dann bedeutet dies, dass beide Mannschaften als gleich stark (unter Einbeziehung des Heimvorteils) angesehen werden. Entsprechend ergibt sich dann ein erwartetes Ergebnis {\displaystyle W_{e}=0,5}. Dies wiederum bedeutet, dass Sieg, Unentschieden oder Niederlage für möglich gehalten werden, dass aber die Wahrscheinlichkeit eines Siegs der Wahrscheinlichkeit einer Niederlage genau entspricht.
Beispielrechnung
Vor dem Endspiel der Fußball-Europameisterschaft 2012 hatte Spanien 194 Elo-Punkte mehr als Italien. Daraus errechnete sich ein erwartetes Ergebnis von {\displaystyle \textstyle W_{e}={\frac {1}{10^{-194/400}+1}}\approx 0{,}753} für Spanien (und entsprechend {\displaystyle \textstyle W_{e}={\frac {1}{10^{194/400}+1}}\approx 0{,}247} für Italien).
Beispieltabelle
| Punktabstand {\displaystyle dr} | {\displaystyle W_{e}}bessere Mannsch. | {\displaystyle W_{e}}schlechtere Mannsch. |
| ------------------------------- | ------------------------------------- | ----------------------------------------- |
| 0                               | 0,5                                   | 0,5                                       |
| 25                              | 0,536                                 | 0,464                                     |
| 50                              | 0,571                                 | 0,429                                     |
| 75                              | 0,601                                 | 0,399                                     |
| 100                             | 0,640                                 | 0,360                                     |
| 125                             | 0,673                                 | 0,327                                     |
| 150                             | 0,703                                 | 0,297                                     |
| 200                             | 0,760                                 | 0,240                                     |
| 250                             | 0,808                                 | 0,192                                     |
| 300                             | 0,849                                 | 0,151                                     |
| 400                             | 0,909                                 | 0,091                                     |
| 500                             | 0,947                                 | 0,053                                     |
| 750                             | 0,987                                 | 0,013                                     |
| 1000                            | 0,997                                 | 0,003                                     |